# Fabio Abate

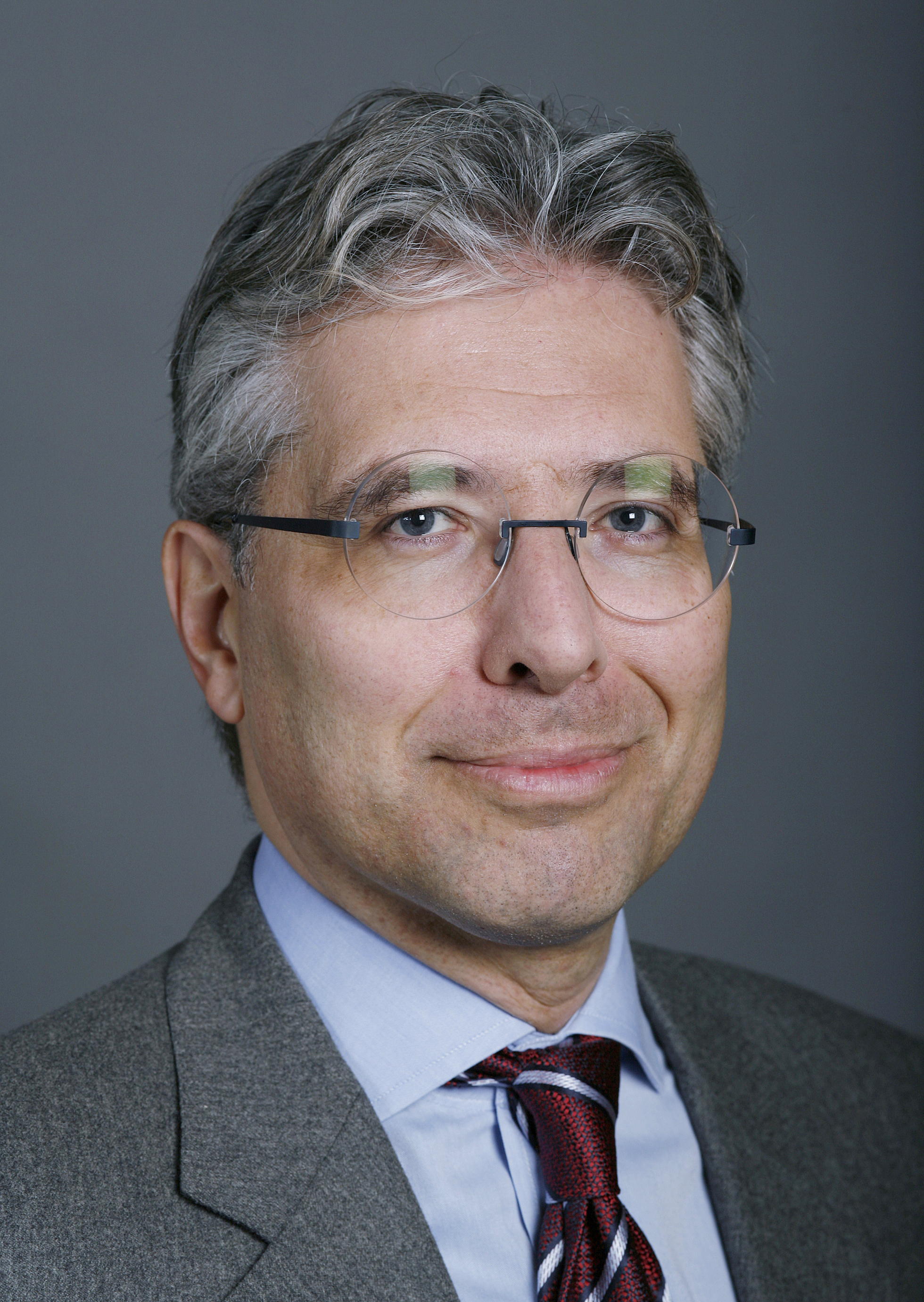
Fabio Abate (2007)

Fabio Abate (* 4. Januar 1966 in Locarno; heimatberechtigt in Cabbio) ist ein Schweizer Politiker (FDP) und ehemaliges Mitglied zuerst des Nationalrates und dann des Ständerates.

## Karriere
Der Notar und Rechtsanwalt (Anwaltspatent seit 1994) spezialisiert sich unter anderem in Verwaltungsrecht, Kaufvertragsrecht und Zivilrecht.
Abate war seit 2000 Nationalrat für den Kanton Tessin, als er für den zurückgetretenen Gabriele Gendotti nachrücken konnte. Bei den Gesamterneuerungswahlen 2003 und 2007 wurde er in diesem Amt bestätigt. Bei den Wahlen 2011 wurde er im zweiten Wahlgang in den Ständerat gewählt und 2015, ebenfalls im zweiten Wahlgang, wiedergewählt. 2019 trat er zum Ende der 50. Legislaturperiode von diesem Amt zurück.
Abate ist verheiratet und hat zwei Kinder.